# 100 mètres papillon masculin aux championnats du monde de natation 2023
Cet article traite de l'épreuve masculine. Pour la compétition féminine, voir 100 mètres papillon féminin aux championnats du monde de natation 2023.
Le 100 mètres papillon masculin est une épreuve de natation sportive des championnats du monde de natation 2023. Elle a lieu les 28 et 29 juillet 2023 à Fukuoka au Japon.

## Records
Avant cette compétition, les records dans cette discipline étaient :
| Record du monde       | 49 s 45 | Caeleb Dressel | 31 juillet 2021 | Tokyo, Japon          |
| Record du championnat | 49 s 50 | Caeleb Dressel | 26 juillet 2019 | Gwangju, Corée du Sud |

## Résultats détaillés
Les 16 meilleurs temps se qualifient pour les demi-finales (Q), puis les 8 meilleurs demi-finalistes passent en finale (F).
Légende :

RM : record du monde   -   RMj : record du monde junior   -   RAf : record d'Afrique    -   RAm : record d'Amérique   -   RAs : record d'Asie   -   RE : record d'Europe   -   RO : record d'Océanie   -   RC : record des championnats   -   RN : record national

### Séries
| Rang | Série | Ligne | Nageur                      | Pays | Temps        | Commentaire        |
| ---- | ----- | ----- | --------------------------- | --- | ------------ | ------------------ |
| 1    | 7     | 3     | Matthew Temple              | Australie | 50 s 76      | Q                  |
| 2    | 7     | 2     | Nyls Korstanje              | Pays-Bas | 50 s 78      | Q, Record national |
| 3    | 8     | 4     | Joshua Liendo               | Canada | 50 s 98      | Q                  |
| 4    | 7     | 4     | Maxime Grousset             | France | 51 s 00      | Q                  |
| 4    | 7     | 5     | Noè Ponti                   | Suisse | 51 s 00      | Q                  |
| 6    | 6     | 4     | Dare Rose                   | États-Unis | 51 s 17      | Q                  |
| 7    | 7     | 7     | Ilya Kharun                 | Canada | 51 s 33      | Q                  |
| 8    | 5     | 5     | Josif Miladinov             | Bulgarie | 51 s 47      | Q                  |
| 8    | 7     | 0     | Kayky Mota                  | Brésil | 51 s 47      | Q                  |
| 10   | 6     | 5     | Katsuhiro Matsumoto         | Japon | 51 s 48      | Q                  |
| 11   | 8     | 2     | James Guy                   | Grande-Bretagne | 51 s 50      | Q                  |
| 12   | 8     | 7     | Diogo Ribeiro               | Portugal | 51 s 57      | Q                  |
| 13   | 8     | 0     | Gal Cohen Groumi            | Israël | 51 s 61      | Q                  |
| 14   | 6     | 9     | Adilbek Mussin              | Kazakhstan | 51 s 68      | Q, Record national |
| 15   | 8     | 3     | Tomer Frankel               | Israël | 51 s 76      | Q                  |
| 16   | 6     | 3     | Jacob Peters                | Grande-Bretagne | 51 s 77      | Swim-off           |
| 16   | 7     | 6     | Thomas Heilman              | États-Unis | 51 s 77      | Swim-off           |
| 18   | 6     | 2     | Wang Changhao               | Chine | 51 s 78      |                    |
| 19   | 8     | 5     | Naoki Mizunuma              | Japon | 51 s 93      |                    |
| 20   | 6     | 7     | Federico Burdisso           | Italie | 51 s 98      |                    |
| 21   | 7     | 1     | Piero Codia                 | Italie | 52 s 01      |                    |
| 22   | 7     | 9     | Mario Molla Yanes           | Espagne | 52 s 05      |                    |
| 23   | 6     | 1     | Adrian Jaskiewicz           | Pologne | 52 s 10      |                    |
| 24   | 8     | 1     | Shaun Champion              | Australie | 52 s 15      |                    |
| 25   | 6     | 8     | Sun Jiajun                  | Chine | 52 s 16      |                    |
| 26   | 8     | 6     | Simon Bucher                | Autriche | 52 s 27      |                    |
| 27   | 6     | 0     | Youssef Ramadan             | Égypte | 52 s 31      |                    |
| 27   | 8     | 8     | Richárd Márton              | Hongrie | 52 s 31      |                    |
| 29   | 5     | 0     | Jorge Iga                   | Mexique | 52 s 39      |                    |
| 30   | 8     | 9     | Quah Zheng Wen              | Singapour | 52 s 53      |                    |
| 31   | 5     | 1     | Kim Young-beom              | Corée du Sud | 52 s 80      |                    |
| 32   | 4     | 4     | Jarod Hatch                 | SMFWorld Aquatics : Suspended Member Federation (Membre d'une fédération suspendue) Membre d'une fédération suspendue | 52 s 87      | Record national    |
| 33   | 5     | 2     | Lewis Clareburt             | Nouvelle-Zélande | 52 s 89      |                    |
| 34   | 5     | 4     | Daniel Zaitsev              | Estonie | 52 s 92      |                    |
| 35   | 4     | 3     | Bryan Leong                 | Malaisie | 52 s 96      | Record national    |
| 36   | 7     | 8     | Jan Eric Friese             | Allemagne | 53 s 02      |                    |
| 37   | 5     | 6     | Daniel Gracik               | Tchéquie | 53 s 13      |                    |
| 38   | 5     | 8     | Andréas Vazaíos             | Grèce | 53 s 38      |                    |
| 39   | 5     | 3     | Jorge Otaiza                | Venezuela | 53 s 44      |                    |
| 40   | 5     | 7     | Max McCusker                | Irlande | 53 s 46      |                    |
| 41   | 4     | 6     | Denys Kesil                 | Ukraine | 53 s 47      |                    |
| 42   | 4     | 8     | Abeiku Jackson              | Ghana | 53 s 73      |                    |
| 43   | 4     | 5     | Navaphat Wongcharoen        | Thaïlande | 53 s 84      |                    |
| 44   | 4     | 1     | Diego Balbi                 | Pérou | 53 s 92      |                    |
| 45   | 4     | 7     | Oskar Hoff                  | Suède | 53 s 97      |                    |
| 46   | 4     | 9     | Steven Aimable              | Sénégal | 53 s 98      | Record national    |
| 47   | 3     | 8     | Tibor Tistan                | Slovaquie | 54 s 30      |                    |
| 48   | 1     | 5     | Isaiah Aleksenko            | Îles Mariannes du Nord                                                                                                | 54 s 46      | Record national    |
| 49   | 4     | 0     | Benjamin Hockin             | Paraguay | 54 s 69      |                    |
| 50   | 3     | 2     | Esteban Nuñez del Prado     | Bolivie | 55 s 26      |                    |
| 51   | 3     | 4     | Salvador Gordo              | Angola | 55 s 44      |                    |
| 52   | 3     | 1     | Davante Carey               | Bahamas | 55 s 48      |                    |
| 53   | 4     | 2     | Joe Aditya Wijaya Kurniawan | Indonésie | 55 s 55      |                    |
| 54   | 3     | 5     | Tomas Lomero Arenas         | Andorre | 55 s 60      |                    |
| 55   | 3     | 7     | Jeancarlo Calderon Harper   | Panama | 55 s 63      |                    |
| 56   | 2     | 6     | Christian Jerome            | Haïti | 55 s 83      |                    |
| 57   | 3     | 3     | Jayhan Odlum-Smith          | Sainte-Lucie | 55 s 86      |                    |
| 58   | 3     | 6     | Yousuf Al-Matrooshi         | Émirats arabes unis                                                                                                   | 56 s 05      |                    |
| 59   | 1     | 6     | Tameea Elhamayda            | Qatar | 56 s 11      |                    |
| 60   | 3     | 0     | Zackary Gresham             | Grenade | 56 s 91      |                    |
| 61   | 3     | 9     | Clinton Opute               | Nigeria | 57 s 19      |                    |
| 62   | 2     | 9     | James Hendrix               | Guam | 57 s 65      |                    |
| 63   | 1     | 2     | Osama Trabulsi              | Syrie | 58 s 90      |                    |
| 64   | 2     | 4     | Mohamad Masoud              | ARTWorld Aquatics : Athlete Refugee Team (Équipe des athlètes réfugiés) Équipe des athlètes réfugiés                  | 58 s 91      |                    |
| 65   | 2     | 2     | Ali Haidar                  | Koweït | 59 s 94      |                    |
| 66   | 2     | 3     | Abdulhai Ashour             | Libye | 59 s 98      |                    |
| 67   | 2     | 5     | Kokoro Frost                | Samoa | 1 min 0 s 20 |                    |
| 68   | 1     | 4     | Abdul Al-Kulaibi            | Oman | 1 min 1 s 18 | Record national    |
| 69   | 2     | 1     | Kinley Lhendup              | Bhoutan | 1 min 2 s 84 |                    |
| 70   | 1     | 7     | Nathaniel Noka              | Papouasie-Nouvelle-Guinée                                                                                             | 1 min 3 s 69 |                    |
| 71   | 2     | 7     | Simanga Dlamini             | Eswatini | 1 min 4 s 50 |                    |
| 72   | 1     | 3     | Nicky Irakoze               | Burundi | 1 min 5 s 28 |                    |
| 73   | 2     | 8     | Elhadj Diallo               | Guinée | 1 min 5 s 39 |                    |
| 74   | 2     | 0     | Troy Pina                   | Cap-Vert | 1 min 5 s 63 |                    |
| -    | 5     | 9     | Jaouad Syoud                | Algérie | Non partant  | Non partant        |
| -    | 6     | 6     | Hubert Kós                  | Hongrie | Non partant  | Non partant        |

### Swim-off
| Rang | Ligne | Nageur         | Pays            | Temps   | Commentaire |
| ---- | ----- | -------------- | --------------- | ------- | ----------- |
| 1    | 4     | Jacob Peters   | Grande-Bretagne | 51 s 39 | Q           |
| 2    | 5     | Thomas Heilman | États-Unis      | 51 s 66 |             |

### Demi-finales
| Rang | Série | Ligne | Nageur              | Pays            | Temps   | Commentaire        |
| ---- | ----- | ----- | ------------------- | --------------- | ------- | ------------------ |
| 1    | 1     | 3     | Dare Rose           | États-Unis      | 50 s 53 | F                  |
| 2    | 1     | 5     | Maxime Grousset     | France          | 50 s 62 | F                  |
| 3    | 2     | 5     | Josh Liendo         | Canada          | 50 s 75 | F                  |
| 4    | 2     | 4     | Matthew Temple      | Australie       | 50 s 89 | F                  |
| 5    | 1     | 4     | Nyls Korstanje      | Pays-Bas        | 50 s 98 | F                  |
| 5    | 2     | 1     | Gal Cohen           | Israël          | 50 s 98 | F, Record national |
| 7    | 1     | 2     | Katsuhiro Matsumoto | Japon           | 51 s 16 | F                  |
| 8    | 2     | 3     | Noè Ponti           | Suisse          | 51 s 17 | F                  |
| 9    | 2     | 6     | Ilya Kharun         | Canada          | 51 s 22 |                    |
| 10   | 2     | 2     | Kayky Mota          | Brésil          | 51 s 43 |                    |
| 10   | 2     | 7     | James Guy           | Grande-Bretagne | 51 s 43 |                    |
| 12   | 1     | 8     | Jacob Peters        | Grande-Bretagne | 51 s 51 |                    |
| 13   | 1     | 7     | Diogo Ribeiro       | Portugal        | 51 s 54 |                    |
| 14   | 1     | 1     | Adilbek Mussin      | Kazakhstan      | 51 s 84 |                    |
| 14   | 1     | 6     | Josif Miladinov     | Bulgarie        | 51 s 81 |                    |
| 16   | 2     | 8     | Tomer Frankel       | Israël          | 52 s 04 |                    |

### Finale
| Rang               | Ligne | Nageur              | Pays       | Temps   | Commentaire     |
| ------------------ | ----- | ------------------- | ---------- | ------- | --------------- |
| Médaille d'or      | 5     | Maxime Grousset     | France     | 50 s 14 | Record national |
| Médaille d'argent  | 3     | Josh Liendo         | Canada     | 50 s 34 | Record national |
| Médaille de bronze | 4     | Dare Rose           | États-Unis | 50 s 46 |                 |
| 4                  | 6     | Matthew Temple      | Australie  | 50 s 81 |                 |
| 5                  | 2     | Nyls Korstanje      | Pays-Bas   | 51 s 05 |                 |
| 6                  | 1     | Katsuhiro Matsumoto | Japon      | 51 s 20 |                 |
| 7                  | 8     | Noè Ponti           | Suisse     | 51 s 23 |                 |
| 8                  | 7     | Gal Cohen Groumi    | Israël     | 51 s 32 |                 |